# Roald Amundsen
Roald Engelbregt Gravning Amundsen (født 16. juli 1872 i Borge i Norge, død 18. juni 1928) var en norsk polarforsker. Han er mest kendt for at have fundet Nordvestpassagen og for at lede den ekspedition, der som den første nåede frem til Sydpolen.

## Baggrund
Roald Amundsen blev født ind i en søfartsfamilie. Hans far Jens Amundsen havde opbygget et rederivirksomhed, som opererede indtil 22 sejlskibe. Da Amundsen var spæd flyttede hele familien til Oslo. Han gik i nogle år på universitetet for at opfylde forældrenes ambitioner om at han skulle blive læge. Men da begge forældre døde omkring 1893 sælger han alle bøgerne og opgiver studiet som gik dårligt.
Roald havde for længst besluttet, at han vil være opdagelsesrejsende i de polare regioner. Han havde slugt alt, hvad der var skrevet om den såkaldte Franklin-ekspedition, som i 1840 forulykkede i jagten på den sagnomspundne Nordvestpassage. Han blev også som mange andre inspireret af Fridtjof Nansens krydsning af Grønland i 1888. Samme år skriver han til polarforskeren Martin Hoff Ekroll i Tromsø: "Jeg har allerede fra barnsben haft stor lyst til at komme med på en af disse interessante ishavsekspeditioner, men flere omstændigheder er trådt hindrende i vejen. Mine forældres ønske, først og fremmest, om at jeg skulle studere." Han slutter brevet med at fortælle, at han ikke forlanger nogen løn, og at han er villig til at underkaste sig, hvad det skulle være. Roald Amundsen tager hyre på hvalfangeren "Magdalene" – samme "Magdalene", som siden bliver købt af Mylius-Erichsen og omdøbt til "Danmark" og kommer til at give navn til Danmark-ekspeditionen 1906-1908.

## Opdagelser
Efter at have sejlet gennem Nordvestpassagen med Gjøa i 1903-1906, planlagde Amundsen en ekspedition til Nordpolen. Han udrustede Nansens skib Fram til en nordpolsfærd, men efter at have hørt nyhederne om Pearys nordpolsfærd, skiftede han overraskende kurs sydover.
Amundsen nåede Sydpolen den 14. december 1911 efter et kapløb med en britisk ekspedition ledet af Robert Scott. Med sig til Antarktis havde han blandt andre den særdeles erfarne Hjalmar Johansen, Nansens følgesvend fra turen til 86° Nord. Johansen blev imidlertid udeladt fra selve sydpolsekspeditionen efter en konflikt med Amundsen. Denne skyldtes, at Johansen stærkt havde frarådet en for tidlig start mod Sydpolen i temperaturer på ned til minus 60 grader. Amundsen negligerede denne advarsel og startede sydpå, men måtte efter nogle dages march indse, at Johansen havde ret, og holdet vendte om. Johansen fik den uerfarne og stærkt svækkede Prestrud som ledsager på hjemturen. De havde begge nær sat livet til, idet de øvrige ikke overholdt aftalen om at holde sammen. Da Johansen med rette bebrejdede Amundsen dette ved hjemkomsten, blev denne så rasende, at han slettede Johansen af ekspeditionen og tilmed fornærmede ham ved at udnævne den 19-årige Prestrud til hans overordnede. Da Fram efter den vellykkede ekspedition ankom til Australien blev Johansen beordret fra borde og måtte rejse alene tilbage til Norge på egen hånd for særdeles beskedne rejsepenge. Fram fortsatte derpå til Norge med de øvrige medlemmer. Kort tid efter hjemkomsten til Oslo valgte en skuffet Johansen at begå selvmord på trods af hustru og fire børn.
Den endelige færd til selve Sydpolen afgik fra vinterkvarteret Framheim 20. oktober 1911. Deltagerne var:
- Amundsen selv.
- Olav Bjaaland.
- Sverre Hassel.
- Helmer Hanssen.
- Oscar Wisting.

26. januar 1912 var de tilbage i Framheim, 30. januar afsejlede Fram fra Antarktis, og 7. marts ankom skibet til Hobart, Tasmanien, og nyheden om Sydpolens erobring bredte sig rundt i verden.
Selvom Amundsen anvendte traditionelle inuitfærdigheder var han også åben for brug af moderne teknik på sine polarfærder. I 1909 vurderede han drager. Efteråret 1913 var Roald Amundsen i USA på foredragsturne og han var samtidig optaget af forberedelserne til en ny nordpolsfærd. Efter en flyvetur i San Francisco fik han øjnene op for flyvningens muligheder. Da han kom hjem til Norge igen, kom han i løbet af vinteren på flere besøg til Kjeller flyveplads for at komme med Sem-Jacobsen som passager. Flyveturene interesserede ham mere og mere, og han bad om at få tilladelse til at lære at flyve. Det norske krigsministerium gav straks tilladelse til det.
Den 11. juni 1914 tog han det første civile aeroplanførercertifikat i Norge, på Gardermoen.
I 1926 overfløj Amundsen Polhavet fra Svalbard via Nordpolen til Alaska med luftskibet N 1 Norge, der var konstrueret og fløjet af Umberto Nobile og hans italienske besætning.
Den 18. juni 1928 rejste Roald Amundsen fra Tromsø med flyet Latham, i et forsøg på at finde Umberto Nobile, som var savnet med N 4 Italia nær Spitsbergen i nordpolsområdet. Det antages at Amundsens fly havarerede i nærheden af Bjørnøya. Kun to vragdele blev fundet og hvad der var sket, er fortsat ubesvaret. Både i 2004 og 2009 forsøgte Norsk Luftfartsmuseum med sonar at lokalisere vraget af det forsvundne fly i området nordvest for Bjørnøya, hvor norske fiskere hævdede at have set vragrester komme op fra havbunden. I 2004 måtte man opgive eftersøgningen pga. dårligt vejr, men i 2009 afsøgtes et havområde på 120 kvadratkilometer uden resultat. Eftersøgningen vil ikke blive genoptaget.
Hans selvbiografi "Mitt liv som polarforsker" udkom i 1927 og var særdeles kontroversiel. Derimod er nordmanden Tor Bomann-Larsens omfattende biografi om ham fra 1985 særdeles afbalanceret og læseværdig. Hjalmar Johansens bitre skæbne er belyst i Ragnar Kvams bog "Den tredje mand". Kapløbet til Sydpolen er beskrevet i Kåre Holts bog "Kappløbet".

## Forfatterskab
- Roald Amundsen: Sydpolen (G. B. N. F., Kjøbenhavn 1912)
- Roald Amundsen: Nordostpassagen (Kristiania 1921)
- Roald Amundsen: Gennem Luften til 88° Nord (Gyldendal, Nordisk Forlag, Oslo 1925)